# مشروع هيل ماري (فلم)
مشروع هيل ماري (بالإنجليزية: Project Hail Mary) هو فيلم خيال علمي ملحمي أمريكي قادم، مبني على رواية تحمل الاسم نفسه من تأليف آندي وير. يتولى إخراج الفيلم الثنائي فيل لورد وكريستوفر ميلر، في أول عمل إخراجي لهما منذ فيلم 22 شارع جامب (2014)، بينما كتب السيناريو درو جودارد. يشارك في بطولة الفيلم كل من رايان غوسلينغ، ساندرا هولر، وميلانا فاينتروب. من المقرر عرض الفيلم في الولايات المتحدة في 20 مارس 2026، من قبل أستديوهات أمازون عبر شركة مترو غولدوين ماير.

## تمهيد
يستيقظ رائد الفضاء رايلاند جريس على متن مركبة فضائية دون أن يتذكر هويته أو طبيعة مهمته. ومع مرور الوقت، يبدأ في استعادة ذاكرته تدريجيًا ويستنتج أنه الناجي الوحيد من طاقم بعثة أُرسلت إلى النظام النجمي تاو قيطس بهدف إنقاذ كوكب الأرض من كارثة تهدد بفناء البشرية. أثناء بحثه عن حلول علمية للمشكلة، يعتمد جريس على معرفته الواسعة بالعلوم، وعلى قدراته الابتكارية، وإصراره على البقاء. ومع ذلك، يكتشف لاحقًا أنه قد لا يكون وحيدًا تمامًا في هذا الجزء البعيد من الكون.

## طاقم التمثيل
- رايان غوسلينغ في دور رايلاند غريس: رائد فضاء وأستاذ علوم سابق، يُعد الناجي الوحيد على متن مركبة فضائية في مهمة لإنقاذ البشرية.
- ساندرا هولر في دور إيفا سترات: المسؤولة العليا عن غريس والمنسّقة الدولية للمهمة.
- ميلانا فاينتروب في دور أوليسيا إليوخينا: عالِمة مشاركة في المشروع.
- ليونيل بويس
- كين ليونغ

## الإنتاج
كانت شركة مترو جولدوين ماير بيكتشرز في مارس 2020 تقترب من إبرام صفقة للاستحواذ على المشروع، وهو مقتبس من رواية آندي وير القادمة آنذاك مشروع هيل ماري، مع رايان غوسلينغ الذي يُنتظر أن يؤدي دور البطولة ويُشارك في الإنتاج. حُصل على حقوق الرواية من قِبل رئيس مجلس إدارة مترو غولدوين ماير آنذاك ميخائيل دي لوكا مقابل 3 ملايين دولار. في شهر مايو، أُسنِد الإخراج والإنتاج إلى فيل لورد وكريستوفر ميلر كما أُسنِد إلى درو جودارد، الذي سبق له تكييف رواية المريخي لـوير إلى فيلم روائي كتابة السيناريو في الشهر التالي، وكان العنوان المؤقت حينها هيل ماري.
أعلنت أستديوهات أمازون، التي استحوذت على مترو غولدوين ماير في عام 2022، في أبريل 2024 عن نافذة إصدار محتملة للفيلم في عام 2026. انضمت ساندرا هولر إلى طاقم العمل في مايو 2024 واختير كريغ فرازير للتصوير السينمائي. التحقت ميلانا فاينتروب بفريق التمثيل في يونيو. بدأ التصوير الرئيسي في 3 يونيو 2024 في المملكة المتحدة، واختُتم في 26 أكتوبر 2024.

## التسويق
صدر المقطع الدعائي الرسمي للفيلم في 30 يونيو 2025.

## الإصدار
من المقرر إصدار فيلم مشروع هيل ماري في 20 مارس 2026 بالولايات المتحدة عبر شركة أمازون إم جي إم ستوديوز، بينما ستتولى شركة سوني بيكتشرز ريليسنغ توزيعه دوليًا. كما سيُعرض الفيلم أيضًا في صالات آيماكس.